# Élections législatives de 2020 dans l'État de New York
Les élections législatives de 2020 dans l'État de New York ont lieu le 3 novembre 2020 afin d'élire les 150 membres de l'Assemblée de l'État américain de New York.

## Système électoral
L'Assemblée de l'État de New York est la chambre basse de son parlement bicaméral. Elle est composée de 150 sièges pourvus pour deux ans au scrutin uninominal majoritaire à un tour dans autant de circonscriptions.

## Résultats
| Partis                   | Partis                      | Voix | %   | +/- | Sièges | +/-           |
| ------------------------ | --------------------------- | ---- | --- | --- | ------ | ------------- |
|                          | Parti républicain (R)       |      |     |     |        |               |
|                          | Parti démocrate (D)         |      |     |     |        |               |
|                          | Parti de l'indépendance (I) |      |     |     |        |               |
|                          | Autres partis               |      |     |     |        |               |
|                          | Indépendants                |      |     |     |        |               |
|                          |                             |      |     |     |        |               |
| Votes valides            |                             |      |     |     |        |               |
| Votes blancs et nuls     |                             |      |     |     |        |               |
| Total                    | Total                       |      | 100 | -   | 150    | en stagnation |
| Abstentions              |                             |      |     |     |        |               |
| Inscrits / participation |                             |      |     |     |        |               |